# Stade Levy Mwanawasa
Le stade Levy Mwanawasa est un stade de football situé à Ndola, en Zambie.
Sa capacité est de 49 800 places.

## Histoire
Construit par la société de construction chinoise Anhui Foreign Economic Construction Company (AFECC), le stade est ainsi nommé en l'honneur de Levy Mwanawasa, 3e président de la Zambie décédé pendant sa mandature en 2008.

## Événements
- Coupe d'Afrique des nations de football des moins de 20 ans 2017
- Championnats d'Afrique juniors d'athlétisme 2023